# Sublunary Tragedies
Albums de Thy Catafalque
Microcosmos
(2001)
Sublunary Tragedies est le premier album du groupe hongrois de metal avant-gardiste Thy Catafalque, publié en 1999, par Epidemie Records.

## Liste des chansons
Toutes les chansons sont écrites et composées par Tamás Kátai.
| No | Titre                 | Durée |
| -- | --------------------- | ----- |
| 1. | Erdgeist              | 5:00  |
| 2. | Ashesdance            | 6:12  |
| 3. | Triumph Lightless     | 8:36  |
| 4. | Come Lateautumn Rains | 9:26  |
| 5. | Via Millennia         | 9:27  |
| 6. | Rota Mundi            | 6:11  |
| 7. | Static Continuance    | 9:18  |